# إل فراسنو
بلدية إل فراسنو (بالإسبانية: El Frasno) هي بلدية تقع في مقاطعة سرقسطة التابعة لمنطقة أراغون شمال شرق إسبانيا.

## الديموغرافيا
بلغ عدد سكان بلدية إل فراسنو 477 نسمة عام 2011 (وفقاً للمعهد الوطني الإسباني للإحصاء).
| 573 | 556 | 552 | 505 | 477 | 479 | 477 |